# Monterfil
 Monterfil  (en bretón Mousterfil) es una población y comuna francesa, situada en la región de Bretaña, departamento de Ille y Vilaine, en el distrito de Rennes y cantón de Plélan-le-Grand.

## Demografía
| 639 | 594 | 720 | 868 | 915 | 978 |
| Para los censos de 1962 a 1999 la población legal corresponde a la población sin duplicidades (Fuente: INSEE [Consultar]) |     |     |     |     |     |